# Ставковое (Николаевский район)
Ставковое (укр. Ставкове, до 2016 г. — Воровского) — село, относится к Николаевскому району Одесской области Украины.
Население по переписи 2001 года составляло 179 человек. Почтовый индекс — 67004. Телефонный код — 8-04857. Занимает площадь 0,48 км². Код КОАТУУ — 5123555101.
4 февраля 2016 г. во исполнение Закона о декоммунизации Верховная Рада переименовала село в Ставковое.

## Местный совет
67000, Одесская обл., Николаевский р-н, пгт Николаевка, ул. Калинина, 43